# Georg Schröder (Kryptologe)
Georg Schröder (* 1875) war ein deutscher Kryptoanalytiker. Im Forschungsamt (FA) des Reichsluftfahrtministeriums war er als Ministerialdirektor und Leiter der Hauptabteilung IV verantwortlich für die Dechiffrierung der im FA gesammelten verschlüsselten Informationen.

## Leben
Während des Ersten Weltkriegs kommandierte er ein Infanterie-Bataillon der Kaiserlichen Armee und ging nach dem Krieg im Rang eines Majors zur Abwehr, also dem militärischen Geheimdienst der Reichswehr. Im Jahr 1921, damals 46 Jahre alt, wurde er entlassen, konnte aber 1926 wieder eintreten, und zwar in die Chiffrierstelle (Chi) des Reichswehrministeriums (RWM). Der Chi-Stelle gelang es um 1932, im Mittel etwa 200 Chiffriersprüche (Chi-Sprüche) pro Monat zu brechen.
Zuvor, am 17. Februar 1928, nahm Georg Schröder an einer wichtigen Besprechung im RWM teil. Thema war die Konstruktion der zukünftigen Enigma I (sprich: „Enigma eins“), die für militärische Anwendungen vorgesehen war. Gastgeber war das RWM, das Vertreter der Enigma-Herstellerfirma, der Chiffriermaschinen AG (ChiMaAG), eingeladen hatte. Neben Schröder waren noch zwei weitere Kryptoanalytiker des RWM anwesend: Oberleutnant Walther Seifert sowie Wilhelm Fenner. Die ChiMaAG war vertreten durch Elsbeth Rinke und Willi Korn. Aus unbekannten Gründen nahm Arthur Scherbius hier nicht teil, der zehn Jahre zuvor (1918) die Enigma erfunden hatte.
Wichtigster Tagesordnungspunkt war die genaue Ausgestaltung des Steckerbretts für die Enigma, das als geheimes Zusatzelement die kryptographische Sicherheit stärken sollte. Nachdem es bereits kurz zuvor eine erste Version davon gegeben hatte, mit der 400 Enigma-Serienexemplare gefertigt worden waren, hatte die Reichswehr jedoch dieses Konzept verworfen. Daraufhin hatte die ChiMaAG eine zweite Version erarbeitet und diese dem RWM in einer Besprechung am 7. Februar 1928 vorgeschlagen. Diese wurde jedoch als zu kompliziert und fehlerträchtig erkannt und deshalb ebenso verworfen. Das RWM selbst erarbeitete eine dritte Variante und präsentierte sie nun der ChiMaAG. Diese Ausgestaltung des Steckerbretts wurde kurz darauf, am 9. August 1928, von der Reichswehr exklusiv für die militärisch genutzten Enigma-Maschinen eingeführt. Am 1. Juni 1930 wurde dieses Modell offiziell unter der militärischen Bezeichnung „Enigma I“ in Dienst gestellt und später von der Wehrmacht so übernommen.
Wenige Monate nach der nationalsozialistischen „Machtergreifung“ wechselte er im Jahr 1933 zum im April desselben Jahres gegründeten Forschungsamt. Zu seinen ersten Aufgaben dort gehörte die kryptanalytische Ausbildung der Mitarbeiter. In den Jahren 1934 und 1935 war er SS-Obersturmführer (entspricht Oberleutnant). Wenn nötig, entwickelte er eigene kryptographische oder kryptanalytische Verfahren. Er untersuchte auch die eigene Enigma-Maschine.
In den vier Abteilungen seiner Hauptabteilung arbeiteten insgesamt ungefähr 240 Sachbearbeiter, denen während der Hochzeit die Entzifferung von etwa 3000 Chi-Sprüchen im Monat gelang, also das Fünfzehnfache der Chi-Stelle im RWM. (Zum Vergleich: In der kryptanalytischen Dienststelle des Vereinigten Königreichs, im englischen Bletchley Park (B.P.), wurden beispielsweise im Jahr 1943 etwa 84.000 deutsche Funksprüche pro Monat abgefangen und durch die britischen Codebreakers entziffert – also das 420-fache der früheren Chi-Stelle und das 28-fache des FA.)
Nach der Entzifferung wurden die von Schröders Hauptabteilung IV erhaltenen Klartextnachrichten zur Auswertung an die benachbarte Hauptabteilung V weitergereicht. Diese wurde von Schröders langjährigem Weggenossen Walther Seifert geleitet.
Anfang April 1945, kurz vor Ende des Krieges, wurde die Hauptabteilung IV Berlin in Richtung Innsbruck verlegt, um, wie viele andere Einheiten, dem sowjetischen Artilleriefeuer während der Schlacht um Berlin zu entfliehen. Die Absicht war, in der künftigen „Alpenfestung“ ein „Forschungsamt Süd“ zu errichten. Dieses wurde aber nur wenige Tage später, am 29. April 1945, bereits wieder aufgelöst. Der Krieg war verloren und Schröders Beiträge waren sinnlos geworden.